# Епархия святого Василия Великого в Бухаресте
Епархия Василия Великого в Бухаресте (лат. Eparchia Sanctus Basilius Magnus Bucarestiensis Romenorum, рум. Eparhia Sfântul Vasile cel Mare de București) — епархия Румынской грекокатолической церкви с центром в Бухаресте.

## История

Территория епархии находится на юге страны

Епархия Василия Великого с центром в Бухаресте была учреждена 29 мая 2014 года. Решение о создании епархии было принято на синоде Румынской грекокатолической церкви и одобрено Святым Престолом. Территория новой епархии была выделена из состава архиепархии Фэгэраша и Алба-Юлии (южная часть).

## Современное состояние
Епархия объединяет приходы на юге Румынии. Является суффраганной по отношению к митрополии Фэгэраша и Алба-Юлии. С момента создания епархию возглавляет епископ Михай Фрэцилэ. Кафедральный собор епархии — Собор Святого Василия Великого в Бухаресте.